# Cirano (nome)
Cirano  è un nome proprio di persona italiano maschile.

## Origine e diffusione

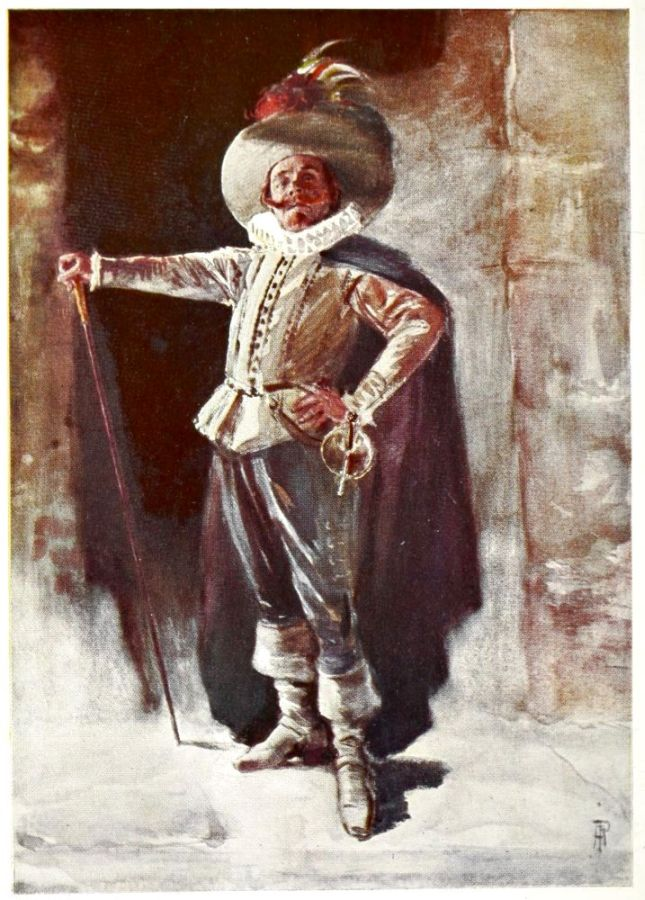
L'attore Benoît-Constant Coquelin nei panni di Cyrano de Bergerac

È un nome recente di tradizione letteraria, popolarizzato sia in Italia che in altri paesi (come quelli di lingua inglese) dall'opera teatrale di Edmond Rostand Cyrano de Bergerac, in cui è portato dal protagonista; da essa sono stati tratti vari film.
Rostand trasse il nome del personaggio da quello di una figura realmente esistita, lo scrittore e drammaturgo francese Savinien Cyrano de Bergerac, nel cui caso però "Cyrano" era un cognome. La sua etimologia è ignota; tra le varie ipotesi, potrebbe essere un'elaborazione del nome Ciro oppure un'abbreviazione di Sigiranno, nome germanico composto da sig ("vittoria") e hramn ("corvo"). San Sigiranno fu un abate francese che, in effetti, è chiamato anche "san Cirano".
In Italia il nome gode di una diffusione modesta, ed è attestato quasi solo in Toscana.

## Onomastico
L'onomastico si può festeggiare il 4 dicembre in memoria di san Sigiranno o san Cirano, abate presso Lonrai.

## Persone
- Cirano Snidero, calciatore italiano